# Museo del Castillo de York
El Museo del Castillo de York (en inglés York Castle Museum) es un museo ubicado en York, Yorkshire del Norte, Inglaterra, en el sitio del Castillo de York, que fue construido originalmente por Guillermo I de Inglaterra en 1068. El museo en sí fue fundado por John L. Kirk en 1938, y se encuentra en los edificios de la prisión que se construyeron en el sitio del castillo en el siglo XVIII, la prisión de deudores (construida en 1701-1705 con piedra de las ruinas de la castillo) y la prisión femenina (construida entre 1780 y 1785). 

## Edificios
El Museo del Castillo de York consta de varias estructuras individuales ubicadas al sur inmediato de la Torre Clifford, dentro del antiguo patio del castillo. Está rodeado por parte de la muralla del castillo de York en su lado sur, y más allá, el río Foss. En 1969 se construyó una galería para vincular el museo en la prisión de mujeres con la prisión de deudores.

### Prisión del deudor
La prisión del deudor (Debtor's Prison) se construyó originalmente como la cárcel del condado en 1701-1705. Es un edificio de tres pisos con un rango central y una torre del reloj flanqueada por alas proyectadas construidas con piedra caliza y paredes de ladrillo Tadcaster, y un techo de plomo y pizarra.  El más notable habitante de la prisión era Dick Turpin, quien fue encarcelado en la década de 1730 antes de su juicio en el assize de York. Su celda forma parte de la exposición permanente.

### Prisión femenina
La prisión femenina y el patio fueron construidos en 1780-1783 a un costo de £ 1,540 y con un diseño de Thomas Wilkinson y John Prince. La fachada de este edificio coincide con la del edificio de la Corte en el lado opuesto del patio. La prisión fue alterada y se agregaron alas en 1802 con un podio y escalones entre 1820-1850. El frente del edificio está construido con sillería de piedra arenisca con el interior del pórtico prestado. La prisión fue comprada por la York Corporation en 1934 abriéndose como el Museo del Castillo en 1938.  

### Raindale Mill
Raindale Mill es un molino harinero reconstruido de principios del siglo XIX que fue trasladado de los páramos del norte de York a los terrenos del Museo del Castillo de York en la década de 1960.

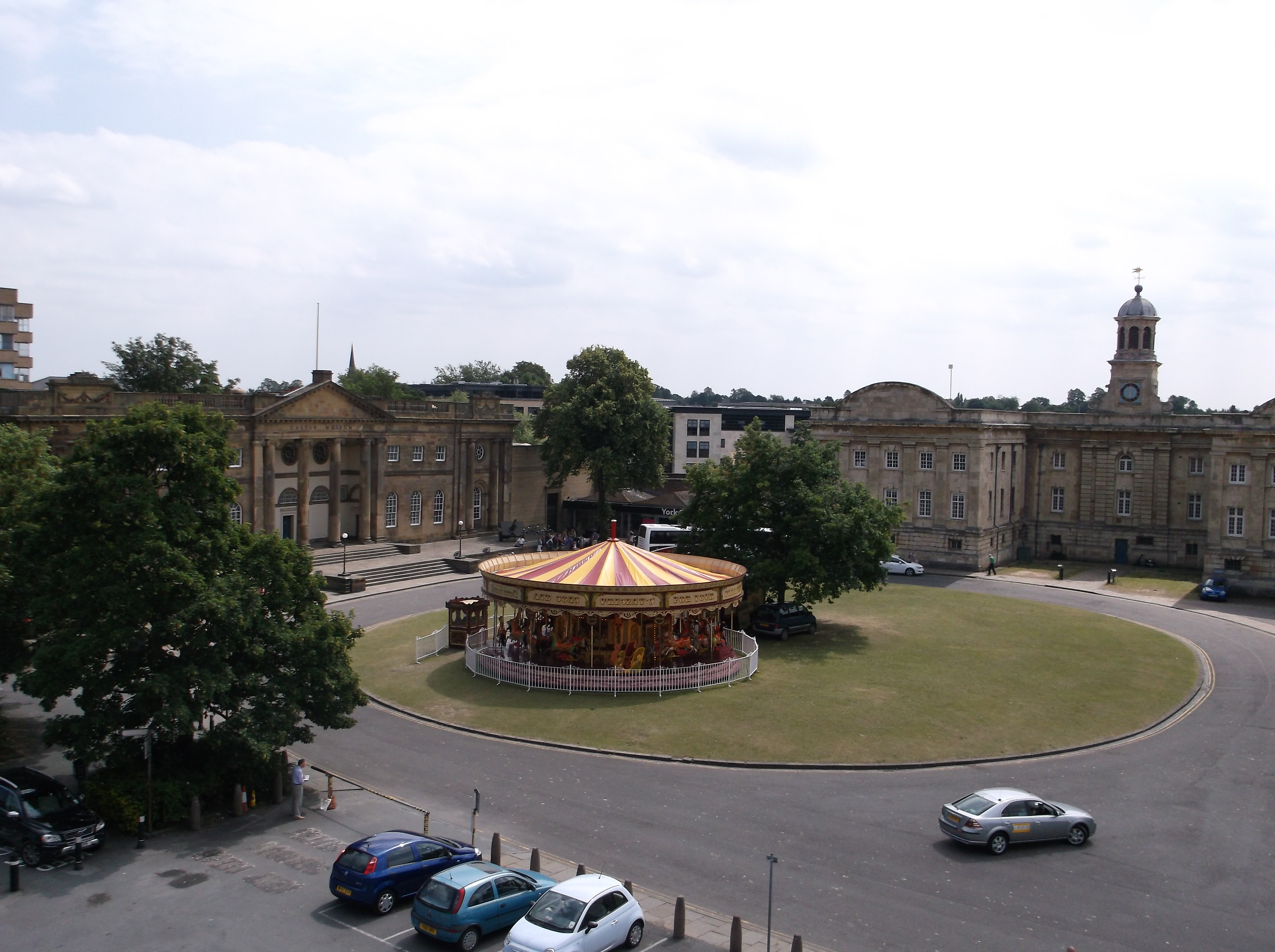
Los dos edificios de la prisión, como se ve desde la Torre de Clifford
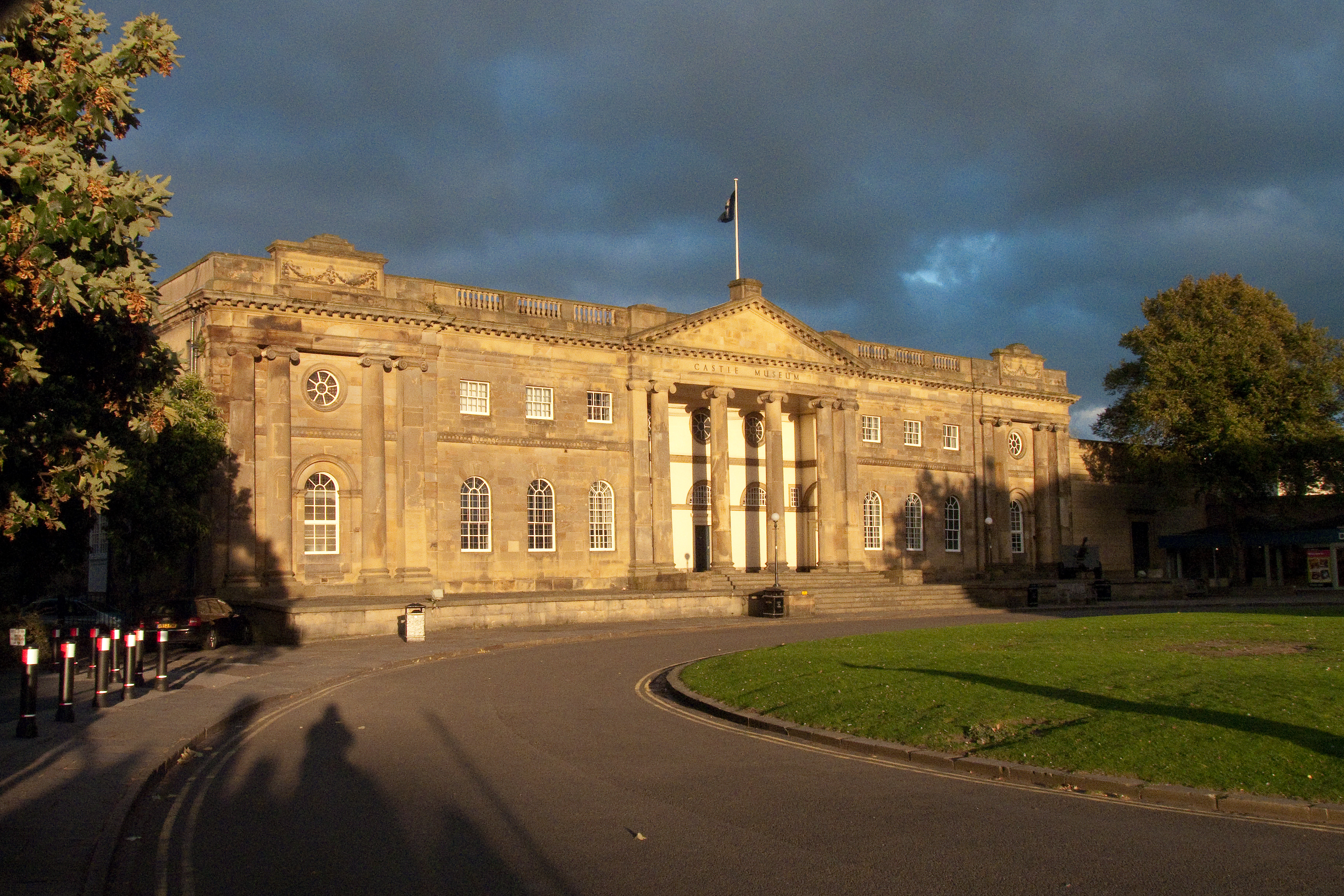
El edificio de la prisión femenina
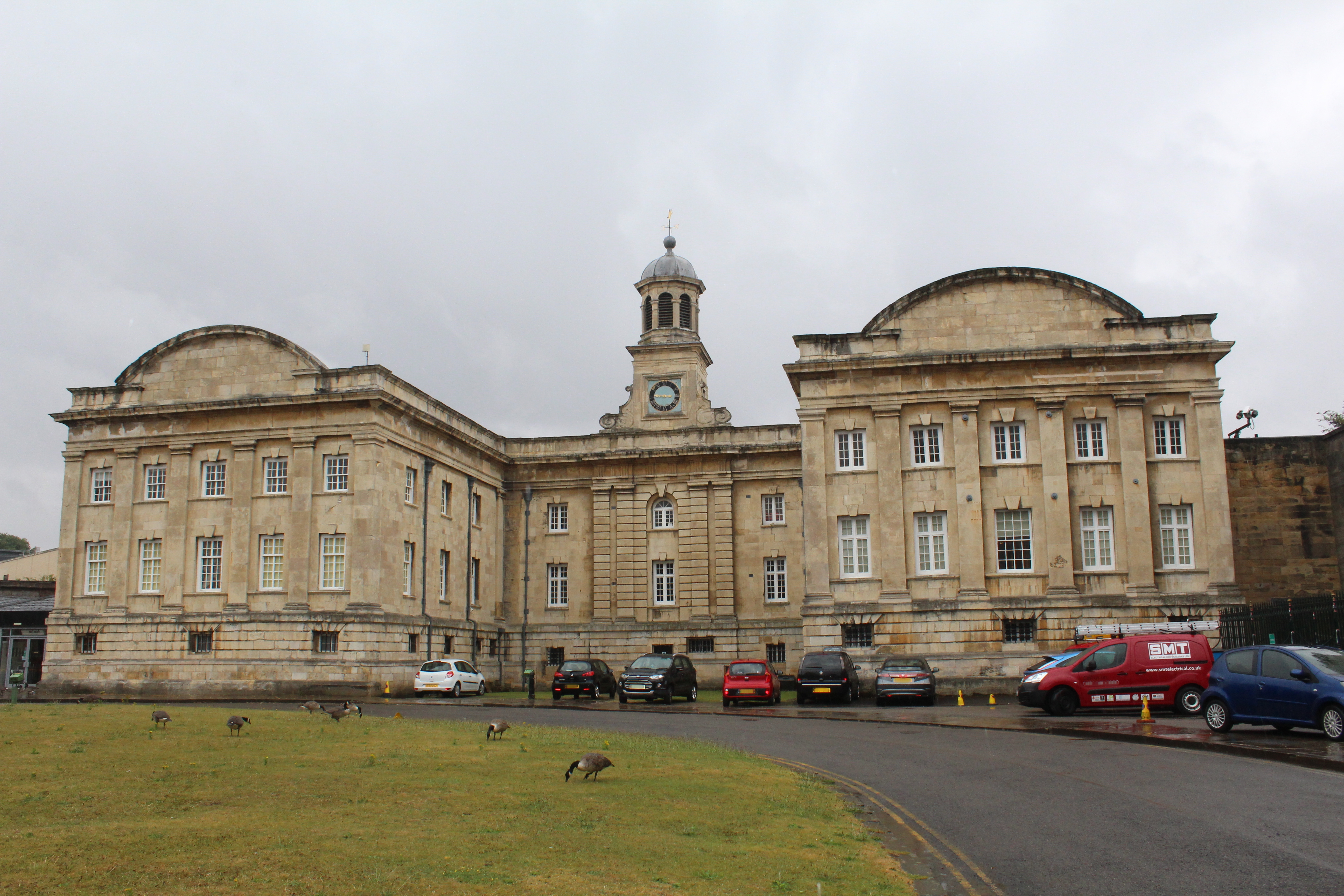
El edificio de la prisión del deudor
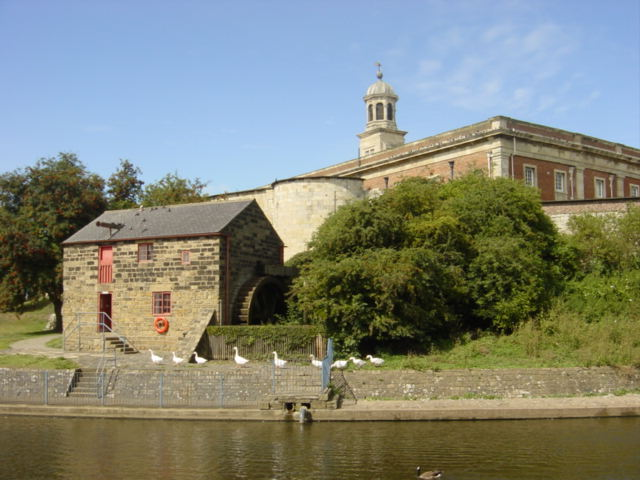
Raindale Mill

## Museo
En 1931, John Lamplugh Kirk, médico y arqueólogo aficionado establecido en Pickering, promocionó expresiones de interés de sitios que deseaban albergar su gran colección de objetos relacionados con el estudio de la Historia Social. Aunque recibió respuestas de sitios en Middlesbrough, Wakefield, Batley, Doncaster y York, fue este último el que finalmente tuvo éxito. La Prisión Femenina fue comprada por la Corporación York en 1934 y modificada para albergar la Colección Kirk de "bygones", abriéndose como el Museo del Castillo el 23 de abril de 1938.
Una gran atracción de este nuevo museo fue la recreación de una calle victoriana tardía, llamada 'Kirkgate'; este fue el primero de su tipo en Gran Bretaña.

## Curadores
| Nombre              | Cargo                           | Fechas      | Imagen |
| ------------------- | ------------------------------- | ----------- | ------ |
| John Kirk           | Curador y fundador              | 1934-1940   |        |
| LRAGrove            | Curador                         | 1936-1939   |        |
| Violet Rodgers      | Curador adjunto                 | 1938-1947   |        |
| John H. Scholes     | Curador                         | 1949-?      |        |
| Robert Patterson    | Curador                         | 1950s       |        |
| C. Mitchell         | ¿Curador?                       | 1950s       |        |
| Peter Brears        |                                 | 1975-1978   |        |
| Mark Suggitt        |                                 | 1980        |        |
| Clare Rose          | Guardián de textiles            | 1983-1988   |        |
| Josie Sheppard      | Curador de vestuario y textiles | 1988-c.2010 |        |
| Gwendolen Whittaker | Curador de Historia Social      | ? -c.2013   |        |
| Alison Bodley       | Curador de historia             | 2013-2016   |        |
|                     |                                 |             |        |
| Janet Barnes        | CEO de York Museums Trust       | 2002-2015   |        |
| Rey de Reyahn       | CEO de York Museums Trust       | 2015–       |        |

## Premios
- Visit York Awards 2015 - Experiencia de visitante del año (finalista).[15]
- Little Vikings Awards 2017 - Mejor atracción (Ganador).[16]
- Little Vikings Awards 2019 - Mejor atracción (altamente recomendado).[17]
- Certificado de excelencia de Trip Advisor .[18]